# 刘颖婷
刘颖婷（1984年8月23日—），曾为广东广播电视台节目主持。2007年毕业于广东外语外贸大学新闻学（国际新闻）专业，同年进入广东电视台（广东广播电视台前身）工作，曾担任新闻节目《今日关注》和《新闻最前线》记者。现为娱乐节目《星级会客室》主持人及节目《查娱饭后》担任幕后，同时亦兼任主持。
2011年2月，刘颖婷与同为广东广播电视台的主播薛乐结婚。
2012年6月，刘颖婷参加江苏卫视《非常了得》节目担任嘉宾。

## 主持及制作节目
- 《星级会客室》
- 《查娱饭后》
- 《超级辣妈》
- 《娱乐没有圈》